# Consejo de Colegios y Universidades Cristianas
El Consejo de Colegios y Universidades Cristianas (inglés: Council for Christian Colleges and Universities) o CCCU es una organización internacional que reúne a colegios y universidades cristianos evangélicos. Está ubicada en Washington D. C., Estados Unidos.

## Historia
La organización fue fundada en 1976 por el Christian College Consortium, una organización universitaria cristiana evangélica estadounidense, bajo el nombre Coalition for Christian Colleges. En 1999 tenía 94 escuelas miembros y cambió su nombre por el de Consejo de Colegios y Universidades Cristianas. En 2023, CCCU tenía 185 miembros en 21 países.

## Programas
La organización participa en varias campañas de defensa de la libertad religiosa, la inmigración, la educación en contextos de encierro y la ayuda financiera para estudiantes de bajos ingresos.

## Afiliaciones
La organización es miembro del Consejo Evangélico para la Responsabilidad Financiera.

## Controversias
En 2015, 5 universidades dejaron la junta luego de la decisión de dos escuelas de permitir la contratación de personal gay. Estas dos últimas también abandonó la junta a causa de la polémica. La organización respondió adoptando una política de membresía que contiene una cláusula que afirma su creencia en el matrimonio cristiano entre un hombre y una mujer.